# 中国电视好演员奖
中国电视好演员奖（英語：The Actors of China）是由中国电视艺术家协会主管的中国电视剧演员奖项。该奖项的前身为2014年创建的中国电视演员形象榜，2015年后更名为中国电视好演员奖，由中国电视艺术家协会演员工作委员会和当地机构联合主办。评选方式采用业界推荐大名单、网络投票候选名单、评审团最终记名投票的三步进行。

## 历届概况
| 届数 | 举行时间       | 举行地点 | 备注  |
| ---- | -------------- | -------- | ----- |
| 1    | 2014年4月18日  | 江苏扬州 | [ 3 ] |
| 2    | 2015年12月27日 | 江苏扬州 | [ 4 ] |
| 3    | 2016年12月28日 | 江苏扬州 | [ 5 ] |
| 4    | 2018年1月12日  | 江苏扬州 | [ 6 ] |
| 5    | 2018年12月28日 | 四川成都 | [ 7 ] |
| 6    | 2019年12月19日 | 四川成都 | [ 8 ] |
| 7    | 2020年11月29日 | 四川成都 | [ 9 ] |

## 奖项

### 投票奖项

#### 奖项类别
- 红宝石奖，也称“红组年度好演员奖”，授予55岁以上的男/女演员。[10][11]
- 蓝宝石奖，也称“蓝组年度好演员奖”，授予年龄段为36至54岁左右的男/女演员。[10][11]
- 绿宝石奖，也称“绿组年度好演员奖”，授予年龄段为18至35岁的男/女演员。[10][11]
- 网剧组奖，也称“网剧组年度好演员奖”，授予年龄段为18至40岁的网络剧男/女演员。[10][11]

#### 评选步骤
评选步骤为：
- 第一步：由当届推荐团（表演艺术家、导演艺术家、制片人、编剧组成）举荐候选演员，经汇总、审核后确定候选人大名单，并在网上公示
- 第二步：观众通过网络投票，每个奖项得票最高的前6名（分男女组别），共计48人，进入最终名单。此外这48人皆获得“中国电视好演员优秀演员”的荣誉。
- 第三步：由当届评审团成员通过记名票决，在48人中选出最终获奖者。

### 评委会奖项
此外还颁发由评委会选出的评委会演员奖（第3届称专家奖）、最佳角色演员奖、终身成就演员奖（第7届称艺术成就演员奖）等奖项，历年设置有所区别。其中评委会演员奖用以表彰老艺术家，最佳角色演员奖用以表彰在长期的演艺生涯中，从未扮演过主要角色，但扮演过经典的“小角色”的演员。

## 奖项得主
| 届数 | 红宝石奖/红组  | 蓝宝石奖/蓝组                  | 绿宝石奖/绿组          | 网剧组奖                                 | 评委会演员奖   | 最佳角色演员奖 | 终身成就演员奖 | 来源   |
| ---- | -------------- | ------------------------------ | ---------------------- | ---------------------------------------- | -------------- | -------------- | -------------- | ------ |
| 2    | 马少骅、严敏求 | 王志飞、张国强、周迅、闫妮     | 余少群、刘涛           | 不適用                                   | 不適用         | 不適用         | 不適用         | [ 4 ]  |
| 3    | 倪大红、彭玉   | 冯远征、宋佳伦、萨日娜、姜宏波 | 胡歌、马苏             | 孟阿赛、王宁、艾晓琪、甘露、袁中方、肖茵 | 刘佳、王丽云   | 刘琳、王劲松   | 不適用         | [ 5 ]  |
| 4    | 孙淳、梁丹妮   | 靳东、张鲁一、秦海璐、梅婷     | 佟丽娅、翟天临         | 张一山、林雨申、焦俊艳、王紫璇           | 不適用         | 李乃文、鲁园   | 吕中、李雪健   | [ 12 ] |
| 5    | 刘佩琦、宋春丽 | 刘奕君、李宗翰、万茜、左小青   | 于晓光、杨幂           | 聂远、潘粤明、秦岚、吴谨言               | 刘劲、许娣     | 雷恪生、郑毓芝 | 不適用         | [ 7 ]  |
| 6    | 吴刚、陈瑾     | 王凯、张晞临、傅晶、颜丹晨     | 朱一龙、王晓晨、关晓彤 | 曾舜晞、邢昭林、宋伊人、陈钰琪           | 张国立、韩童生 | 张志坚、刘敏涛 | 不適用         | [ 11 ] |
| 7    | 梁冠华、曹翠芬 | 胡军、陈数                     | 李易峰、江疏影         | 张若昀                                   | 奚美娟         | 不適用         | 牛犇           | [ 9 ]  |

备注：所有完成前两步投票评选的48名演员都将获得“中国电视好演员优秀演员”的奖项，不在本表中列出。如果一位演员进入了48人名单但未获得最终奖项，则其维基奖项页面可记录为：1. 优秀演员（获奖） 或者 2. 最佳演员（提名）。